# Hämatochrom
Das Hämatochrom (von altgriechisch αἷμα haīma „Blut“ und χρῶμα chrōma „Farbe“) ist ein gelblich bis rot färbendes carotinoidartiges, in Fetttröpfchen gelöstes Pigment. Dieses kommt als Farbstoff bei einigen Grünalgen (z. B. Haematococcus pluvialis und einigen der Chlamydomonadales wie Chlamydomonas) vor sowie als Rotfärbung bei Blutalgen, einer Gruppe der Cyanobakterien. Hämatochrom wurde als Astaxanthin identifiziert.